# Tichon Sokołow
Tichon Iwanowicz Sokołow (ros. Тихон Иванович Соколов, ur. 10 sierpnia 1913 w Nowosilu, zm. 26 grudnia 1992 w Moskwie) – radziecki polityk, członek KC KPZR (1961-1981).
1936 ukończył Leningradzki Instytut Rolniczy, a 1941 Wyższą Szkołę Partyjną przy KC WKP(b) (członek partii od 1940). Starszy agronom w stanicy w obwodzie swierdłowskim, później główny agronom i szef Zarządu Produkcyjnego Obwodowego Wydziału Rolniczego w Swierdłowsku. 1939-1940 dyrektor technikum rolniczego w Krasnodarze, 1941-1942 kierownik wydziału propagandy i agitacji Komitetu Miejskiego WKP(b) w Smoleńsku, 1942-1944 kierownik wydziału rolnego Komitetu Obwodowego WKP(b) w Mołotowie (obecnie Perm), od 1944 do grudnia 1945 zastępca przewodniczącego Komitetu Wykonawczego Rady Obwodowej w Mołotowie. Od 8 grudnia 1945 do listopada 1946 przewodniczący Komitetu Wykonawczego Rady Obwodowej w Nowosybirsku, 1946-1950 członek Prezydium i kierownik Wydziału Rady ds. Kołchozów przy Radzie Ministrów ZSRR, 1950-1953 przewodniczący Rady ds. Kołchozów przy Radzie Ministrów Ukraińskiej SRR, od 1953 do lutego 1954 szef Głównego Zarządu ds. Kołchozów Ministerstwa Gospodarki Rolnej i Hodowli ZSRR, od 16 lutego 1954 do 2 marca 1956 przewodniczący Komitetu Wykonawczego Rady Obwodowej w Smoleńsku. Od stycznia 1956 do lipca 1958 I sekretarz Nowogrodzkiego Komitetu Obwodowego KPZR, od 25 lutego 1956 do 17 października 1961 zastępca członka, a od 31 października 1961 do 23 lutego 1981 członek KC KPZR. Od lipca 1958 do 11 lutego 1960 I sekretarz Komitetu Obwodowego KPZR w Permie, od 19 stycznia 1960 do 19 marca 1963 sekretarz KC Komunistycznej Partii Kazachstanu. Od 29 grudnia 1960 do lutego 1963 I sekretarz Celińskiego Krajowego Komitetu KP Kazachstanu, 1963-1964 I zastępca przewodniczącego Komitetu Wykonawczego Włodzimierskiej Wiejskiej Rady Obwodowej, 1964-1965 sekretarz Włodzimierskiego Komitetu Obwodowego KPZR, 1965 I zastępca ministra gospodarki rolnej ZSRR, od 25 października 1965 do 10 kwietnia 1970 I sekretarz Komitetu Obwodowego KPZR w Orle, od marca 1970 do lipca 1976 I zastępca przewodniczącego Państwowego Komitetu Planowania Rady Ministrów ZSRR, następnie na emeryturze. Deputowany do Rady Najwyższej ZSRR od 5 do 9 kadencji. Pochowany na Cmentarzu Kuncewskim w Moskwie.

## Odznaczenia
- Order Lenina (1983)
- Order Czerwonego Sztandaru Pracy (1977)
- Order „Znak Honoru” (1957)